# Práxedes Mateo-Sagasta
Práxedes Mariano Mateo-Sagasta y Escolar (Torrecilla en Cameros, 21 de julio de 1825-Madrid, 5 de enero de 1903) fue un ingeniero de caminos, canales y puertos, masón y político español, figura capital de la política española de la segunda mitad del siglo XIX. Fue miembro sucesivamente de los partidos Progresista, Constitucional y Liberal-Fusionista (este último fundado por él) durante los periodos del Sexenio Democrático y la Restauración borbónica; y junto con Antonio Cánovas del Castillo uno de los principales artífices del sistema político del turno pacífico o turnismo. Ejerció el cargo de presidente del Consejo de Ministros durante siete períodos comprendidos entre 1870 y 1902, alternando desde 1874 el poder con su rival político Antonio Cánovas del Castillo. Fue famoso por sus dotes retóricas.
Tras la aprobación de la Constitución de 1876 contribuyó al sistema de turno pacífico, mediante el cual creó una apariencia de democracia que ponía fin a la inestabilidad política que arrastraba el país desde décadas anteriores. Dicha estrategia se afianzó en 1885 en el Pacto de El Pardo, con el propósito de evitar que la inminente muerte del rey Alfonso XII volviese a desestabilizar la política española. Sus gobiernos estuvieron marcados por la consecución del sufragio universal masculino, pero también por los conflictos con las colonias, ya que presidía el gobierno en el momento del estallido de la crisis de 1898, que desembocó en la guerra hispano-estadounidense en Cuba, Puerto Rico, Filipinas y Guam.

## Biografía

### Origen

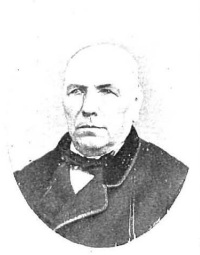
Clemente Mateo-Sagasta, padre de Práxedes, por J. Laurent.

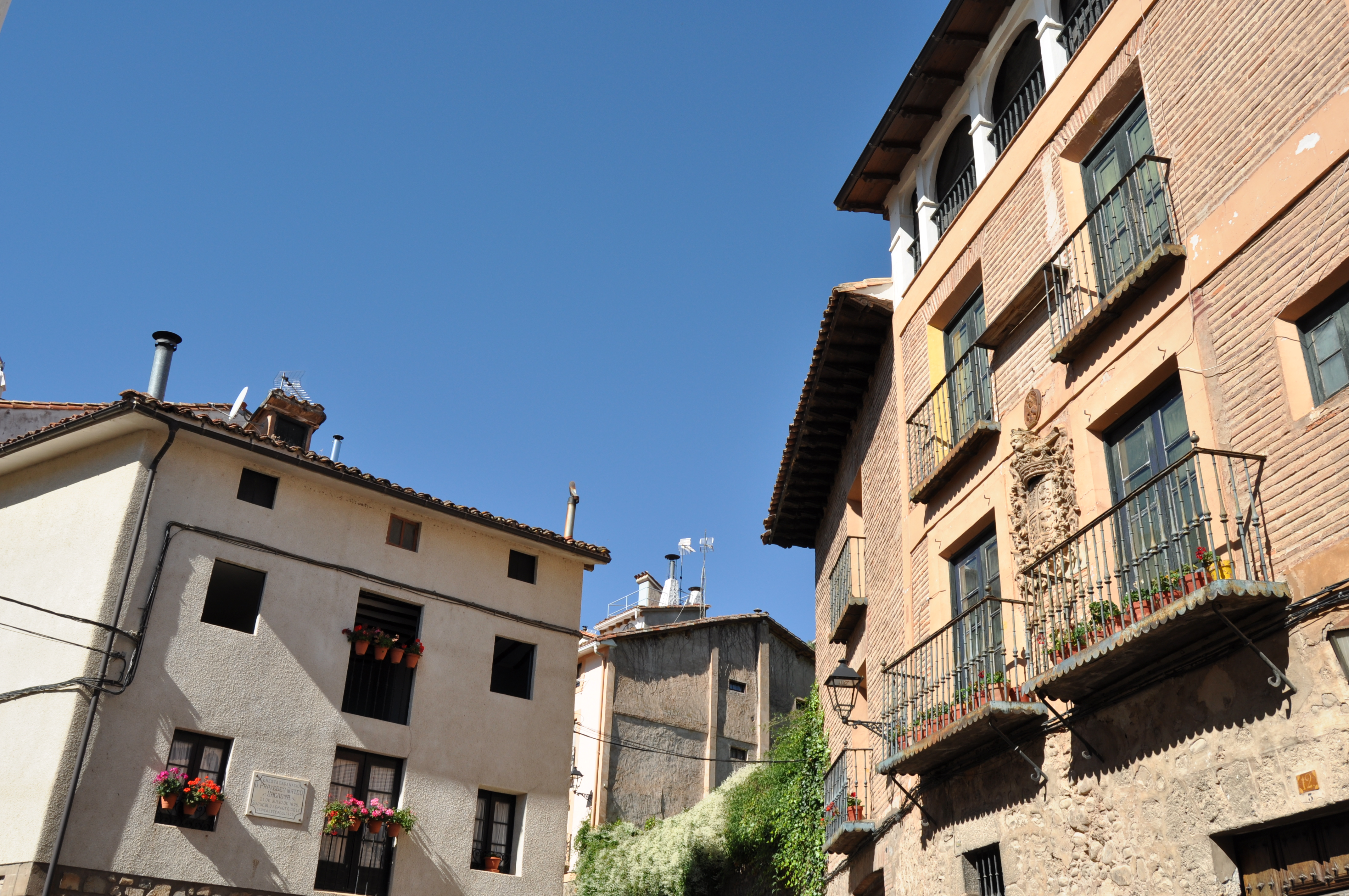
Casa natal de Mateo-Sagasta en Torrecilla en Cameros (a la izquierda).

Nacido en la localidad riojana de Torrecilla en Cameros el día de Santa Práxedes, fue uno de los tres hijos de Clemente Mateo-Sagasta y Díaz con Esperanza Escolar. Titulado en Ingeniería de Caminos, Canales y Puertos por la Escuela de Ingenieros de Caminos de Madrid en 1849, es destinado a la jefatura de Obras Públicas de Zamora, donde se le encomienda la construcción de la carretera de Zamora a Orense por las portillas de Padornelo y de la Canda. En 1852 se le encomendó el estudio del ferrocarril del Norte, entre Valladolid y Burgos, con 121 km de trazado.
Hacia 1850 Sagasta empezó una relación marital con Ángela Vidal Herrero, mujer que se había casado en 1844 con Nicolás Abad Alonso (un militar), con quien Sagasta no regularizó su relación en matrimonio hasta la muerte de Abad en 1885 y con quien tuvo dos hijos, José y Esperanza, nacidos respectivamente en 1851 y 1875.
Con treinta y dos años, en 1857 se le nombra profesor-ingeniero de la recién creada Escuela de Ayudantes de Obras Públicas, impartiendo las clases de Topografía y Construcción durante nueve años. Fue nombrado subdirector en 1858, compaginando la docencia con la actividad parlamentaria. Sin embargo, en 1866, a raíz de la sublevación del Cuartel de San Gil es cesado de su cargo de profesor de la Escuela de Ayudantes y separado del Cuerpo de Ingenieros de Caminos. A su vuelta del exilio en 1868, tras la Revolución pasa a dedicarse plenamente a la actividad política.

### Comienzo de la actividad política
Durante sus estudios de ingeniería de Caminos, Canales y Puertos en 1848, fue el único alumno de la Escuela que se negó a firmar un manifiesto en apoyo de la reina Isabel II.
Inició su vida política en Zamora, en 1854, donde había sido nombrado jefe de Obras Públicas. Allí recibe el cargo de presidente de la Junta Revolucionaria de la ciudad, siendo elegido ese mismo año diputado de las Cortes constituyentes. En 1858 vuelve a ser elegido diputado permaneciendo hasta 1863.
En sus inicios políticos fue de vital importancia su amistad con Pedro Calvo Asensio con quien se conoció en el turbulento mes de mayo de 1848, durante las revoluciones de 1848 que en España se centraron en intentar derrocar al presidente conservador Narváez. Los dos fueron desde entonces buenos amigos y compañeros en el Partido Progresista, hasta el punto de debutar los dos como diputados en las mismas elecciones generales constituyentes de 1854. Sagasta por la provincia de Zamora y Calvo Asensio por Valladolid. Más tarde, en 1857, Sagasta se incorporó en la redacción del periódico La Iberia, de la mano de Pedro Calvo, su director, para más tarde, tras la muerte de Calvo Asensio, pasar a comprar sus acciones de La Iberia a su viuda y dirigir el periódico. 
A partir de 1865 colabora en actividades revolucionarias con el general Prim en 1866, participa en la sublevación del Cuartel de San Gil, motín organizado con el objetivo de destronar a Isabel II. Por su participación en la citada revuelta fue detenido, juzgado y condenado a muerte, pero logra huir y exiliarse en Francia.

### Periodo del Sexenio Democrático

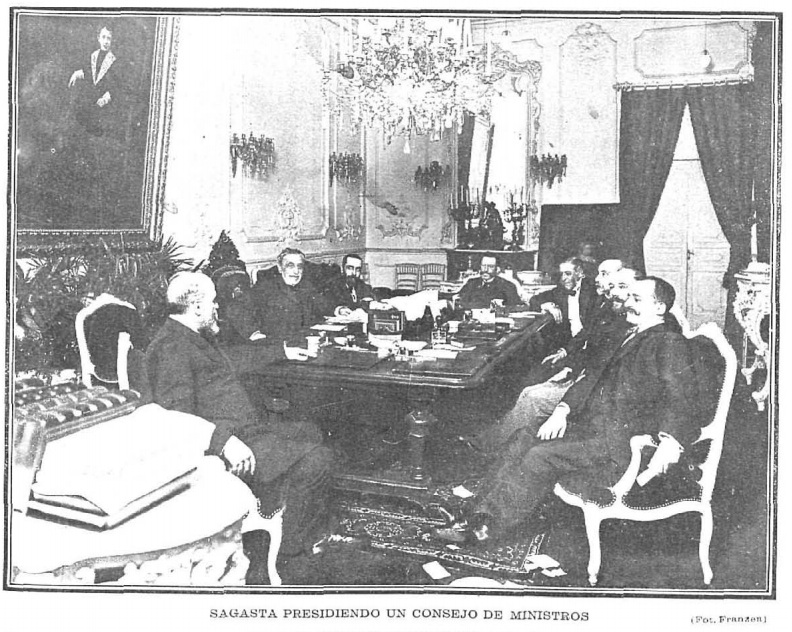
Sagasta presidiendo un consejo de ministros. De izquierda a derecha: Segismundo Moret y Prendergast, Práxedes Mateo Sagasta, Juan Montilla y Adán, Valeriano Weyler, Cristóbal Colón de la Cerda, Félix Suárez Inclán, Amós Salvador Rodrigáñez, y el conde de Romanones. Fotografía de Christian Franzen de 1902.

Regresa a España tras la Revolución de 1868, que supuso el destronamiento de la reina Isabel II y el inicio del periodo denominado Sexenio Democrático. En el gobierno provisional presidido por el general Serrano, es nombrado ministro de Gobernación.
Es miembro del Partido Constitucional, formado tras la muerte de Prim. En 1871, durante el reinado de Amadeo de Saboya, es nombrado presidente del Consejo de Ministros.
Presidió el Consejo de Ministros por segunda vez desde septiembre de 1874 hasta el final de ese año, en los meses previos a la Restauración Borbónica, durante el gobierno del general Serrano. En todo este periodo, inmerso en numerosas crisis sociales y políticas, fue el jefe del Partido Constitucional, la escisión del progresismo amparada por él.

### Restauración borbónica de 1874

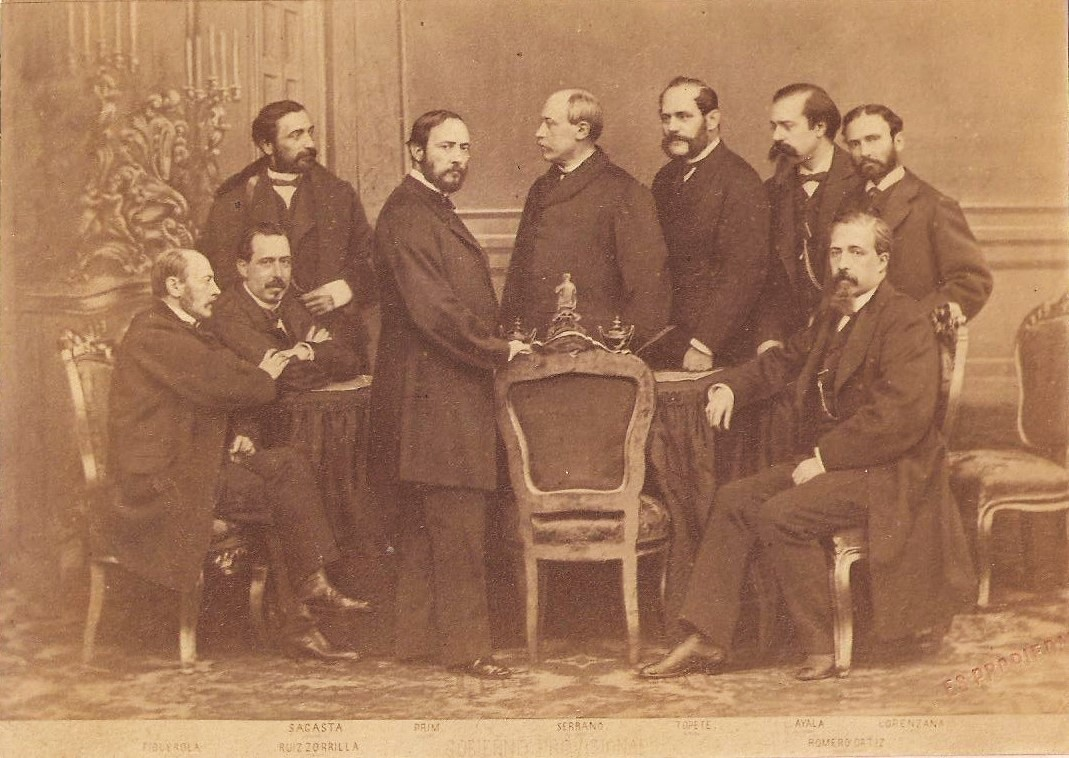
Sagasta de pie en la esquina izquierda, con el Gobierno provisional de 1869 Desde izquierda: Figuerola, Ruiz Zorrilla, Sagasta, Juan Prim, Serrano, Topete, Adelardo López de Ayala, Lorenzana y Antonio Romero Ortiz. Fotografía de J. Laurent.

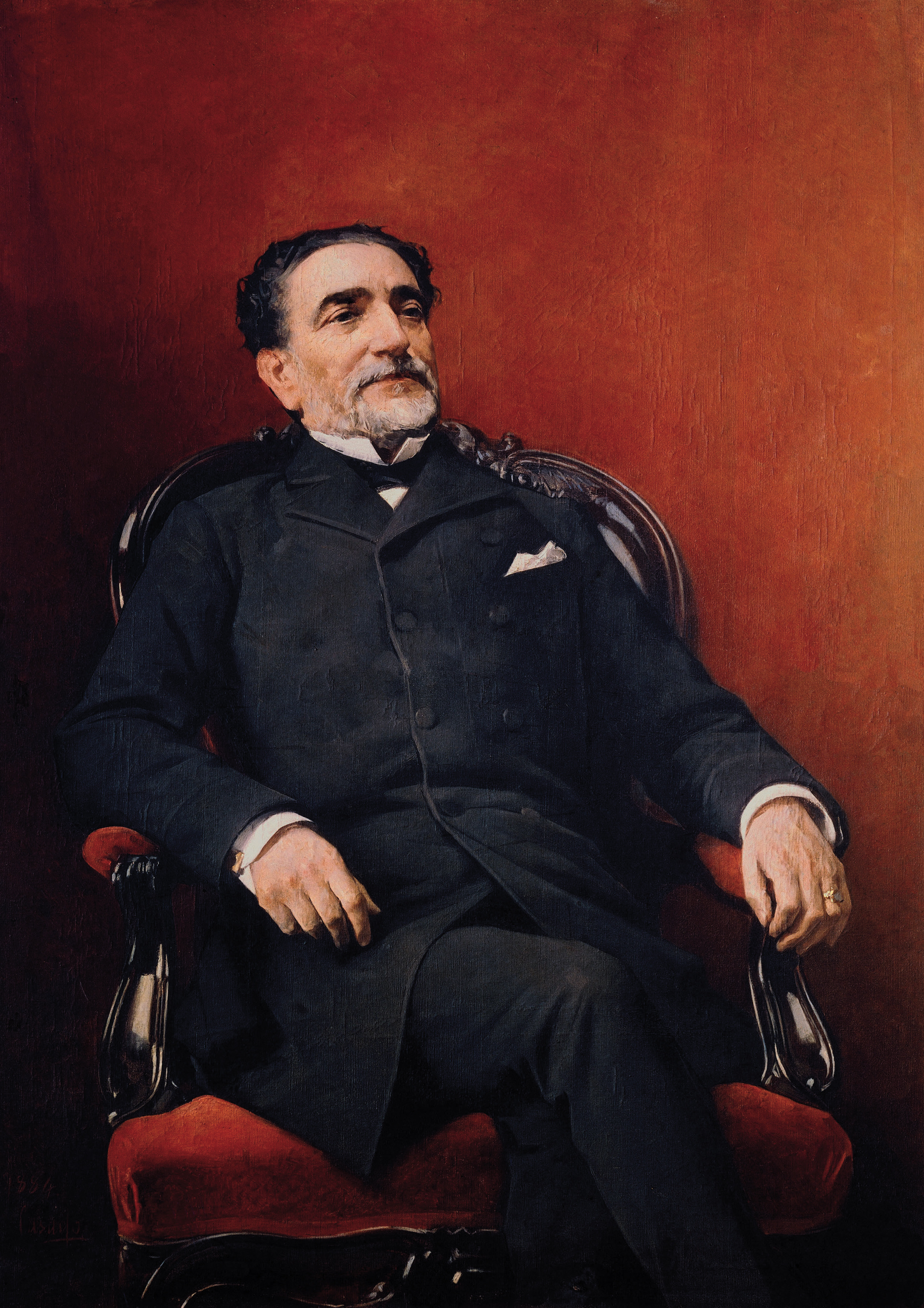
Práxedes Mateo Sagasta. Pintado por Casado del Alisal en 1884.

Tras la restauración de los Borbones en la corona de España, en la persona de Alfonso XII, Sagasta funda en 1880 el Partido Liberal, partido que junto al Partido Conservador de Cánovas del Castillo constituiría el sistema bipartidista con alternancia en el gobierno que caracterizaría a la Restauración española durante el tramo final del siglo xix y la primera parte del siglo xx. Durante este periodo, Sagasta presidió el gobierno en cinco ocasiones. Este período provoca una persecución contra los Internacionalistas, de hecho Sagasta llega a calificar la Primera Internacional como la "utopía filosofal del crimen".
El 24 de noviembre de 1885, en vísperas de la muerte del rey Alfonso XII, Sagasta, como líder del partido liberal, firmó con Cánovas del Castillo, jefe del Partido Conservador, el denominado Pacto de El Pardo, con el propósito de apoyar la regencia de María Cristina (embarazada del futuro rey Alfonso XIII) y garantizar así la continuidad de la monarquía ante la situación creada por la prematura muerte del monarca. En este pacto se sancionó el turno de gobierno entre ambas formaciones, y Cánovas se comprometió a ceder el poder a los liberales de Sagasta a cambio de que estos acataran la Constitución de 1876. El 27 de noviembre, Sagasta formó un nuevo Gobierno, tal como se había acordado tres días antes. El turno instaurado en el Pacto del Pardo se prolongó hasta 1909. El pacto ya existía de forma implícita desde 1881, fecha en la que Sagasta asumió el poder por primera vez en el periodo de la Restauración.
Sagasta presidió el gobierno durante el conflicto hispano-estadounidense de 1898, denominado en España Guerra de Cuba, que supuso la pérdida de los territorios de ultramar de Cuba, Puerto Rico, Filipinas y Guam. Derrota por la que tuvo inevitablemente que asumir la responsabilidad, lo que no impidió que le fuera nuevamente confiado el gobierno de la monarquía en 1901–1902.

### Vida intelectual y personal
Miembro de la Real Academia de las Ciencias Físicas, Exactas y Naturales. Coronel honorario del Regimiento de Caballería de Camajuani y Comandante del Batallón de Ingenieros de la Milicia Nacional. Hijo predilecto de Logroño e hijo adoptivo de Huesca y Málaga. Sagasta fue un destacado masón, llegando a alcanzar el grado 33 y como tal el de gran maestre del Gran Oriente de España, hasta, que en enero del año 1885 decide apartarse de la masonería de forma privada. El 14 de noviembre de 1894 en defensa de sus propias creencias y de la Monarquía, manifiesta de forma pública ante el Congreso de los Diputados su definitiva separación de la Masonería.
El 18 de febrero de 1885 contrajo matrimonio en la madrileña parroquia de San Sebastián con su pareja Ángela Vidal Herrero, un mes después del fallecimiento del marido de esta última, acontecido el 17 de enero de 1885.
Su esposa murió el 3 de febrero de 1897 de hemorragia cerebral; fue enterrada en el cementerio de San Lorenzo y San José.

### Muerte

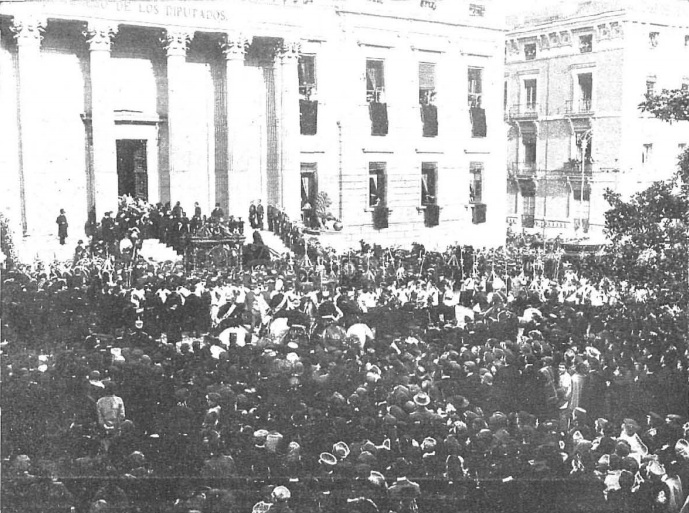
Momento de sacar el féretro de Sagasta del Palacio de las Cortes para colocarlo en la carroza fúnebre; instantánea de Compañy.

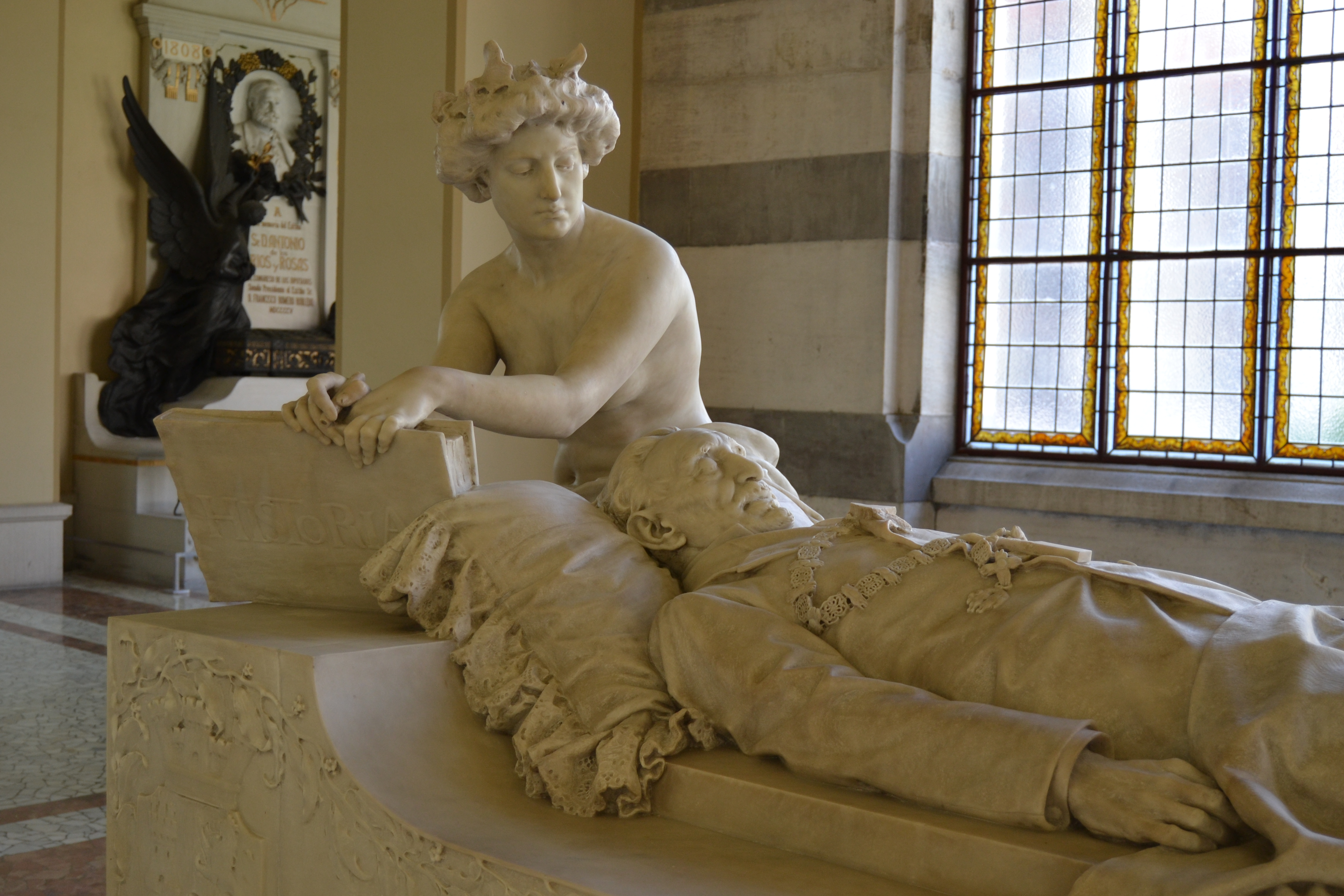
Mausoleo de Práxedes Mateo Sagasta en el Panteón de Hombres Ilustres, Madrid.

Sagasta falleció el 5 de enero de 1903 a la edad de 77 años, en su domicilio del número 53 de la madrileña  Carrera de San Jerónimo, debido a una bronconeumonía senil e insuficiencia tricúspide. Fue enterrado en el Panteón de Hombres Ilustres de Madrid. Dejando como únicos herederos a su nieta Doña Ángela Mateo-Sagasta y Sanjuan, la hija póstuma de su hijo Don José Mateo-Sagasta y Vidal, rama de los condes de Torrecilla de Cameros y del patronato familiar de la Fundación Praxedes Mateo Sagasta, y a su hija Doña Esperanza Mateo Sagasta, I condesa de Sagasta.

## Condecoraciones
| - Caballero de la Orden del Toisón de Oro. - Primer bailío presidente de la Orden del Santo Sepulcro de Jerusalén y creador del primer capítulo de la Orden en Madrid. - Caballero gran cruz de la Orden de Carlos III (España). - Gran cruz de la Orden de la Beneficencia (España). - Caballero gran cruz de la Orden de los Santos Mauricio y Lázaro (Italia). - Caballero gran cruz de la Orden de Cristo (Portugal). - Caballero gran cruz de la Orden de la Torre y la Espada (Portugal). - Caballero gran cruz de la Orden de Nuestra Señora de la Concepción de Villaviciosa (Portugal). | - Gran cruz de la Legión de Honor (Francia). - Gran cruz de la Orden de Leopoldo (Bélgica). - Gran cruz de la Orden del Doble Dragón (China). - Gran cruz de la Orden de Honor (Nishan Imtiaz, Imperio Otomano). - Gran cruz de la Orden del Sol y el León (Persia). - Gran cruz de la Orden del Libertador (Venezuela). - Gran cruz de la Imperial Orden de la Rosa (Brasil). - Caballero gran cruz de la Orden de la Estrella Polar (Suecia). - Gran cruz de la Orden de Leopoldo (Austria). |